# Basistemon spinosus
Basistemon spinosus är en grobladsväxtart som först beskrevs av Chod., och fick sitt nu gällande namn av Harold Norman Moldenke. Basistemon spinosus ingår i släktet Basistemon och familjen grobladsväxter. Inga underarter finns listade i Catalogue of Life.